# Gods (Computerspiel)
Gods ist ein actionlastiges Jump-’n’-Run-Computerspiel. Entwickelt wurde das Spiel von den Bitmap Brothers. Es erschien im März 1991 bei Renegade Software.

## Spielverlauf
Der Spieler versucht, in der Rolle des Herkules Unsterblichkeit zu erlangen. Dabei muss er eine Vielzahl von Gegnern mit verschiedenen Waffen bekämpfen. Zusätzlich muss er kleinere Rätsel, z. B. durch das Umlegen von Schaltern, lösen. Erschwerend kommt hinzu, dass der Charakter nur eine begrenzte Zahl an Gegenständen transportieren kann. So muss der Spieler meist ein Rätsel lösen, bevor er den Weg durch das Level fortsetzen kann. Dadurch erhält er Bonuspunkte. Mit ihnen kann man zwischen den Levels in einem Shop Waffen-Upgrades, neue Waffen und Heiltränke kaufen. Am Ende jedes der vier Levels wartet ein übergroßer Endgegner, der sogenannte Guardian.

## Bedeutung
Das Spiel bekam von der Fachpresse sehr hohe Bewertungen von 90 % und mehr. Das deutsche Magazin Power Play gab hingegen nur eine Wertung von 74 %.
Gods galt bereits kurz nach Erscheinen als Klassiker des Jump-’n’-Run-Genres. Die detailreiche Grafik und die Gegner mit einer rudimentären KI hoben es von der Masse der anderen Action-Spiele deutlich ab. Unter anderem gab es in dem Spiel Dieb-Gegner, die Gegenstände an für den Spieler nicht erreichbaren Stellen einsammelten. Darüber hinaus wurde das Spieldesign mit zahllosen Rätseln und Geheimgängen von der Presse gelobt.

## Adaptierungen
Nach dem Erfolg der Amiga-Version wurde das Spiel auch für den PC, Atari ST, Mega Drive, Acorn Archimedes und das Super NES adaptiert.
2019 ist eine Neuauflage des Spiels unter dem Titel „Gods Remastered“ für Microsoft Windows, Xbox One, Xbox Series, PlayStation 4, Nintendo Switch, macOS und iOS erschienen. Lizenzbestimmungen verhinderten den Vertrieb und Verkauf der Neuauflage des Spiels über den 27. März 2022 hinaus. Seit diesem Datum ist "Gods Remastered" nicht mehr erhältlich.

## Soundtrack
Gods war eines der ersten Computerspiele, für das Musik durch einen etablierten Musiker komponiert wurde, dem Briten John Foxx, der zuvor bei Ultravox war und während der Entstehung des Spiels das Techno-Projekt Nation 12 unterhielt. Er steuerte den Titeltrack Into the Wonderful der Amiga-Version bei, der heute ein Klassiker und Quelle zahlreicher Remixe ist. Unter anderem enthält die Spielemusik-Kompilation Immortal 3 einen Remix. Das Stück erschien außerdem auf dem Album Electrofear von Nation 12.
Obwohl John Foxx mit dem Projekt Bomb the Bass zusammenarbeitete, war entgegen mancher Aussagen deren Kopf Tim Simenon nicht an dem Stück beteiligt. Als Urheber werden nur John Foxx, Simon Rogers und Shem „Slacker“ McCauley angegeben. Gleichwohl war Bomb the Bass für die Titelmusik von Xenon 2 verantwortlich, ebenfalls ein Spiel der Bitmap Brothers.
Allerdings beschränkt sich die Amiga-Version auf die Titelmusik; während des Spielens gibt es nur Klangeffekte. Damit unterscheidet sie sich von der Version für das Super Nintendo, für die David Whittaker einen durchgängigen Soundtrack mit Hintergrund-Musik für jeden Level schrieb.
Auf dem PC gab es Hintergrundmusik für jedes Level, allerdings war dafür eine Roland LAPC-I Soundkarte notwendig, was damals aufgrund des hohen Preises dieser Soundkarten relativ selten war. Verfügte ein PC über keine oder eine andere Soundkarte, beschränkte sich das Spiel auf Klangeffekte ohne Hintergrundmusik.

## Entwicklerteam
- Grafik: Mark Coleman
- Musik: Nation XII – John Foxx (Amiga) und David Whittaker (SNES)
- Programmierer: Mike Montgomery & Steve Tall
- Design: Eric Matthews & Steve Tall
- Coverdesign: Simon Bisley

## Wertungen
Gods erhielt überwiegend gute Bewertungen. Die ASM vergab über mehrere getestete Systeme den „ASM-Hit“-Stern und auch die Amiga Joker vergab die Auszeichnung „Hit“.